# Garysburg (Caroline du Nord)
Garysburg est une ville américaine située dans le comté de Northampton dans l'État de Caroline du Nord. En 2010, sa population était de 1 057 habitants.

## Démographie
| 1880 | 1900 | 1910 | 1920 | 1930 | 1940 |
| ---- | ---- | ---- | ---- | ---- | ---- |
| 97   | 269  | 169  | 203  | 284  | 320  |

| 1950 | 1960 | 1970 | 1980  | 1990  | 2000  |
| ---- | ---- | ---- | ----- | ----- | ----- |
| 344  | 181  | 231  | 1 434 | 1 057 | 1 254 |

| 2010  | - | - | - | - | - |
| ----- | - | - | - | - | - |
| 1 057 | - | - | - | - | - |

## Source de la traduction
- (en) Cet article est partiellement ou en totalité issu de l’article de Wikipédia en anglais intitulé « Garysburg, North Carolina » (voir la liste des auteurs).